# Platanthera griffithii
Platanthera griffithii är en orkidéart som först beskrevs av Joseph Dalton Hooker, och fick sitt nu gällande namn av Ined. Platanthera griffithii ingår i släktet nattvioler, och familjen orkidéer. Inga underarter finns listade i Catalogue of Life.